# Subsecretaría de Guerra de Chile
La Subsecretaría de Guerra de Chile fue una subsecretaría de Estado dependiente del Ministerio del Defensa, que supervisaba las relaciones del Ejército de Chile con la sociedad civil, además de administrar los trámites referentes a la previsión del personal activo y pasivo del ejército, así como de sus cargas familiares. Fue creada el 21 de junio de 1887, cuando se reorganizaron los ministerios bajo el gobierno de José Manuel Balmaceda.
El 4 de febrero de 2010 se publicó la ley Nº 20.424, que reorganizó el Ministerio de Defensa, suprimiendo las subsecretarías de Guerra, Marina y Aviación, y las reemplazó por la Subsecretaría de Defensa y la Subsecretaría de las Fuerzas Armadas. Dicho cambio se hizo efectivo cuando asumió el gobierno de Sebastián Piñera, el 11 de marzo de 2010.

## Subsecretarios
| Nombre                          | Inicio                   | Final                    | Partido | Presidente                                                                              |
| ------------------------------- | ------------------------ | ------------------------ | ------- | --------------------------------------------------------------------------------------- |
| Nicolás R. Peña Vicuña          | 28 de junio de 1887      | 14 de octubre de 1887    | Militar | José Manuel Balmaceda Jorge Montt Álvarez                                               |
| Juan Antonio Orrego             | 15 de octubre de 1887    | 11 de mayo de 1891       | Militar | José Manuel Balmaceda Jorge Montt Álvarez                                               |
| TCL. Juan de Dios Vial Guzmán   | 12 de mayo de 1891       | 17 de noviembre de 1891  | Militar | José Manuel Balmaceda Jorge Montt Álvarez                                               |
| Roberto Huneeus Gana            | 18 de noviembre de 1891  | 10 de mayo de 1894       | Militar | Jorge Montt Álvarez Germán Riesco Errázuriz                                             |
| Roberto Montt Salamanca         | 11 de mayo de 1894       | 27 de septiembre de 1901 | Militar | Jorge Montt Álvarez Germán Riesco Errázuriz                                             |
| Ricardo Montaner Bello          | 27 de septiembre de 1901 | 28 de abril de 1903      | Militar | Germán Riesco Errázuriz                                                                 |
| Pedro N. Cruz Vergara           | 28 de abril de 1903      | 30 de septiembre de 1913 | Militar | Germán Riesco Errázuriz Pedro Montt Montt Ramón Barros Luco                             |
| Francisco Donoso Carvallo       | 31 de octubre de 1913    | 9 de mayo de 1916        | Militar | Ramón Barros Luco                                                                       |
| Diógenes Rojas Ossandón         | 10 de mayo de 1916       | 11 de septiembre de 1921 | Militar | Juan Luis Sanfuentes Andonaegui Arturo Alessandri Palma                                 |
| Agustín Vigorena Rivera         | 12 de septiembre de 1921 | 22 de septiembre de 1924 | Militar | Arturo Alessandri Palma                                                                 |
| CRL. Bartolomé Blanche Espejo   | 23 de septiembre de 1924 | 25 de agosto de 1925     | Militar | Arturo Alessandri Palma                                                                 |
| CRL. Francisco Díaz Valderrama  | 9 de noviembre de 1925   | 17 de febrero de 1927    | MNSCh   | Emiliano Figueroa LarraínCarlos Ibáñez del Campo                                        |
| CRL. Guillermo Novoa Sepúlveda  | 18 de febrero de 1927    | 10 de abril de 1928      | Militar | Carlos Ibáñez del Campo                                                                 |
| CRL. Elías Veloso Rivera        | 13 de abril de 1928      | 12 de marzo de 1931      | Militar | Carlos Ibáñez del Campo                                                                 |
| CRL. Guillermo Zavala Aguirre   | 13 de marzo de 1931      | 25 de diciembre de 1932  | Militar | Juan Esteban Montero Arturo Puga Osorio Carlos Dávila Espinoza Bartolomé Blanche Espejo |
| CRL. Jorge Bari Meneses         | 26 de diciembre de 1932  | 17 de abril de 1934      | Militar | Arturo Alessandri Palma                                                                 |
| CRL. Tomás Argomedo Maturana    | 18 de abril de 1934      | 25 de diciembre de 1938  | Militar | Arturo Alessandri Palma                                                                 |
| CRL. Osvaldo Valencia Zapata    | 26 de diciembre de 1938  | 26 de agosto de 1940     | Militar | Pedro Aguirre Cerda                                                                     |
| CRL. Teófilo Gómez Vera         | 27 de agosto de 1940     | 28 de abril de 1944      | Militar | Pedro Aguirre Cerda Juan Antonio Ríos Morales                                           |
| CRL. Milciades Contreras Monné  | 29 de abril de 1944      | 21 de septiembre de 1946 | Militar | Juan Antonio Ríos Morales                                                               |
| CRL. Carlos Casanova Danothe    | 22 de septiembre de 1946 | 11 de diciembre de 1946  | Militar | Gabriel González Videla                                                                 |
| CRL. Guillermo López Larraín    | 23 de diciembre de 1946  | 21 de enero de 1952      | Militar | Gabriel González Videla                                                                 |
| CRL. Héctor Saguez Zúñiga       | 28 de enero de 1952      | 2 de noviembre de 1952   | Militar | Gabriel González Videla                                                                 |
| CRL. Benjamín Videla Vergara    | 3 de noviembre de 1952   | 7 de mayo de 1954        | Militar | Carlos Ibáñez del Campo                                                                 |
| CRL. Horacio Arce Fernández     | 11 de junio de 1954      | 6 de junio de 1955       | Militar | Carlos Ibáñez del Campo                                                                 |
| CRL. Humberto Zamorano González | 7 de junio de 1955       | 2 de mayo de 1957        | Militar | Carlos Ibáñez del Campo                                                                 |
| BGL. Carlos Gardeweg Costa      | 2 de mayo de 1957        | 2 de noviembre de 1970   | Militar | Carlos Ibáñez del Campo Jorge Alessandri Eduardo Frei Montalva                          |
| CRL. Rafael Valenzuela Verdugo  | 3 de noviembre de 1970   | 10 de septiembre de 1973 | Militar | Salvador Allende Gossens                                                                |
| BGL. Aníbal Labarca Ricci       | 15 de septiembre de 1973 | 3 de abril de 1974       | Militar | Augusto Pinochet Ugarte                                                                 |
| CRL. Oscar Coddou Vivanco       | 4 de abril de 1974       | 22 de diciembre de 1975  | Militar | Augusto Pinochet Ugarte                                                                 |
| BGL. Roberto Guillard Marinot   | 23 de diciembre de 1975  | 12 de enero de 1978      | Militar | Augusto Pinochet Ugarte                                                                 |
| BGL. Julio César Bravo Valdés   | 12 de enero de 1978      | 5 de enero de 1981       | Militar | Augusto Pinochet Ugarte                                                                 |
| BGL. César Manríquez Bravo      | 5 de enero de 1981       | 5 de enero de 1982       | Militar | Augusto Pinochet Ugarte                                                                 |
| BGL. Renato Fuenzalida Maechel  | 5 de enero de 1982       | 18 de diciembre de 1985  | Militar | Augusto Pinochet Ugarte                                                                 |
| BGL. Sergio Moreno Saravia      | 18 de diciembre de 1985  | 3 de marzo de 1989       | Militar | Augusto Pinochet Ugarte                                                                 |
| BGL. Ricardo Izurieta Caffarena | 3 de marzo de 1989       | 20 de marzo de 1990      | Militar | Augusto Pinochet Ugarte                                                                 |
| Marcos Sánchez Edwards          | 20 de marzo de 1990      | 1 de julio de 1993       | Militar | Patricio Aylwin Azócar Eduardo Frei Ruiz-Tagle                                          |
| Jorge Burgos Varela             | 1 de julio de 1993       | 2 de diciembre de 1996   | PDC     | Patricio Aylwin Azócar Eduardo Frei Ruiz-Tagle                                          |
| Mario Fernández Baeza           | 2 de diciembre de 1996   | 9 de abril de 1999       | PDC     | Patricio Aylwin Azócar Eduardo Frei Ruiz-Tagle                                          |
| CRL. Mario E. Larenas Carmona   | 9 de abril de 1999       | 13 de mayo de 1999       | Ind.    | Patricio Aylwin Azócar Eduardo Frei Ruiz-Tagle                                          |
| Carlos Mackenney Urzúa          | 13 de mayo de 1999       | 11 de marzo de 2000      | Ind.    | Patricio Aylwin Azócar Eduardo Frei Ruiz-Tagle                                          |
| Gabriel Gaspar Tapia            | 11 de marzo de 2000      | 10 de marzo de 2006      | PS      | Ricardo Lagos Escobar                                                                   |
| Gonzalo García Pino             | 10 de marzo de 2006      | 11 de marzo de 2010      | PDC     | Michelle Bachelet Jeria                                                                 |